# Cottbus-Schwielochsee-Eisenbahn
Die Cottbus-Schwielochsee-Eisenbahn (CSE) war eine normalspurige Pferdeeisenbahn in der Lausitz. Sie verlief von Cottbus über Fehrow und Byhlen nach Goyatz am Schwielochsee, wo Anschluss an die Schifffahrt auf der Spree in Richtung Berlin und Hamburg bestand.

## Geschichte
In Vorbereitung für die CSE wurde 1843 durch Baumeister Carl-Friedrich Zimpel ein vorläufiger Entwurf zur Trasse und der Ausführung der technischen Anlagen erstellt. 1844 trat ein Vorbereitungskomitee zur Gründung einer Aktiengesellschaft zusammen, welche 1845 mit 273.000 Talern bestätigt wurde. Die Realisierung der Bahn erfolgte durch den königlichen Bauinspektor Fritsch. Bereits am 4. November 1844 begannen an der schwierigsten Stelle der Trasse beim Dorf Byhlen die ersten Erdarbeiten und am 24. Juni 1846 konnte der erste Lastzug die Strecke durchgängig befahren. Für den Bau der Strecke wurden Grundstücke mit einer Gesamtfläche von 194 Morgen und 64 Quadratruten angekauft. Die Gesamtkosten für den Bau der Bahn wurden mit 272.588 Talern und 20 Silbergroschen angegeben.
Die CSE stellte die Verbindung der sich entwickelnden Textil-Stadt Cottbus zu den Wasserwegen der Spree am Schwielochsee her. Bahnhöfe waren in Cottbus und Goyatz, eine Haltestelle mit Pferdewechsel in Fehrow.
Die Strecke war 31 km (8303 Ruten) lang, die stärkste Steigung lag bei 1:150. Die eisernen Flachschienen wurden auf hölzernen Quer- und Längsschwellen befestigt. Die Bahn diente fast ausschließlich dem Güterverkehr. Die Reise von Cottbus nach Goyatz dauerte 15 Stunden. Weil die Strecke zu Fuß schneller als mit der Bahn zurückzulegen war, spielte der Personenverkehr keine Rolle.
Da für eine Nachrüstung der schon zum Zeitpunkt ihrer Erbauung veralteten Technik der Pferdeeisenbahn auf Dampfbetrieb die Mittel fehlten und die neuen Eisenbahnen andere Trassen wählten, wurde der Verkehr 1879 eingestellt.

## Relikte
In Cottbus und Goyatz sind noch die alten Bahnhofsgebäude erkennbar und Teilstrecken lassen sich im Wald zwischen Fehrow und Byhlen sowie zwischen Butzen und Goyatz erkennen. Der frühere Speicher in Goyatz wird heute als Restaurant genutzt. Im Inneren findet sich eine Dauerausstellung zur Geschichte der Cottbus-Schwielochsee-Eisenbahn.